# 131
Évszázadok: 1. század – 2. század – 3. század
Évtizedek: 80-as évek – 90-es évek – 100-as évek – 110-es évek – 120-as évek – 130-as évek – 140-es évek – 150-es évek – 160-as évek – 170-es évek – 180-as évek
Évek: 126 – 127 – 128 – 129 –  130 – 131 – 132 – 133 – 134 – 135 – 136

## Események

### Római Birodalom
- Sergius Octavius Laenas Pontianust (helyettese májustól L. Fabius Gallus) és Marcus Antonius Rufinust (helyettese Q. Fabius Julianus) választják consulnak.
- Az előző évben alapított egyiptomi Antinoopolist Heptanomia tartomány székhelyévé teszik és görög játékokat tartanak benne; ezeket feltehetően Hadrianus császár elnökli.
- Hadrianus Cappadocia provincia kormányzójává nevezi ki ki barátját, a történetíró Arrianust.
- Hadrianus Jeruzsálemben megalapítja Aelia Capitolina római coloniát, majd Antiochián át végiglátogatja Cilicia és Pamphylia tartományokat, majd az év végére Görögországba érkezik és Athénban telel. A császár új privilégiumokat ad az athéniaknak, könyvtárat építtet és az ünnepségek során kb. ezer vadállatot ölnek le az arénában. A városban felépítik Hadrianus diadalívét.
- A neves jogász, Salvius Julianus befejezi a praetori rendeletek gyűjteményét, az Edicta praetorumot és egy végső változatot (Edictum perpetuum) kodifikál, amelyet a későbbiekben csak a császárnak van joga interpretálni vagy megváltoztatni. Kb. ekkoriban Hadrianus állandósítja a korábban rendszertelenül összehívott császári tanácsadói testületet (consilia principis), amely jórészt lovagokból áll. Ezzel Hadrianus megkerüli a szenátust és újabb lépést tesz az egyeduralkodói politikai rendszer felé.
- Hadrianus állítólag kasztrációnak minősíti és betiltja a birodalomban a körülmetélést.
- Palmürában felépül Baalsamin temploma.

### Japán
- Trónra lép Szeimu császár

## Fordítás
- Ez a szócikk részben vagy egészben  a(z)   131 című francia Wikipédia-szócikk ezen változatának fordításán alapul.  Az eredeti cikk szerkesztőit annak laptörténete sorolja fel. Ez a jelzés csupán a megfogalmazás eredetét és a szerzői jogokat jelzi, nem szolgál a cikkben szereplő információk forrásmegjelöléseként.